# Dinamo Riga
|  | Denne artikel omhandler den nuværende ishockeyklub. Se Dinamo Riga (1946-95) for artiklen om den tidligere klub med samme navn. |
Dinamo Riga (lettisk: Rīgas Dinamo) er en professionel ishockeyklub fra Riga i Letland, og medlem af Kontinental Hockey League. Dinamo Riga er én af tre klubber i Kontinental Hockey League som ikke er fra Den Russiske Føderation. Klubben har en affilieret klub ved navnet HK Riga, som spiller i Minor Hockey League. Klubben blev gendannet den 7. april 2008 som efterfølger til den originale klub Dinamo Riga, som grundlagdes i 1946 og nedlagdes i 1995 af økonomiske årsager. Dinamo Riga spiller sine hjemmekampe på Arena Riga.